# Ulrich Burgard
Ulrich Burgard (* 18. April 1962 in Bonn) ist ein deutscher Rechtswissenschaftler und Professor für Wirtschaftsrecht der Fakultät für Wirtschaftswissenschaft an der Otto-von-Guericke-Universität Magdeburg.
Er studierte 1983 bis 1988 an den Universitäten  München und  Bonn. 1990 promovierte er zum  Dr. rer. pol. und wurde wissenschaftlicher Mitarbeiter am Lehrstuhl von Uwe H. Schneider an der TU Darmstadt. 2001 habilitierte er sich und vertrat 2002 die C4-Professur „Europarecht, Bürgerliches Recht, Handels- und Wirtschaftsrecht, Rechtsvergleichung“ an der Universität Mainz.
1993–1998 war er kurzfristig Vertreter der Bundesrepublik Deutschland in Arbeitsgruppen der United Nations Commission on International Trade Law (UNCITRAL).
Seit 2003 ist er Inhaber des Lehrstuhls Bürgerliches Recht, Handelsrecht, Law and Economics.

## Publikationen
- Ulrich Burgard: Gestaltungsfreiheit im Stiftungsrecht. Zur Einführung korporativer Strukturen bei der Stiftung. 1. Auflage. Schmidt, Otto, 2006, ISBN 3-504-45040-1, S. 861.
- Ulrich Burgard: Die Offenlegung von Beteiligungen, Abhängigkeits- und Konzernlagen bei der Aktiengesellschaft. 1. Auflage. Duncker & Humblot, 1990, ISBN 3-428-07004-6, S. 239.
- Als Hrsg. mit Walther Hadding, Peter O. Mülbert, Michael Nietsch, Reinhard Welter: Festschrift für Uwe H. Schneider zum 70. Geburtstag, Köln: Verlag Dr. Otto Schmidt, 2011, ISBN 978-3-504-06046-6